# 麻柳乡 (广元市)
麻柳乡，是中华人民共和国四川省广元市朝天区下辖的一个乡镇级行政单位。

## 行政区划
麻柳乡下辖以下地区：
石牌村、天星洞村、乔田村、复兴村、黄小村、四坪村和石板村。

## 中国传统村落
2013年8月，石板村被评为第二批中国传统村落。